# Etculet
Etculet, jedno od nekadašnjih sela Tolowa Indijanaca koje se nalazilo uz jezero Lake Earl u kalifornijskom okrugu Del Norte. Selo je bilo mjesto zločina, u kojem su 1854. bijeli naseljenici iz zasjede ubili 30 pripadnika plemena Tolowa.